# Wait (canção de Maroon 5)
"Wait" é uma canção da banda americana de pop rock Maroon 5. A canção foi lançada como um single promocional em 31 de outubro de 2017, do sexto álbum de estúdio da banda, Red Pill Blues. Foi escrito por Adam Levine, John Ryan, Jacob Kasher Hindlin e Ammar Malik e foi produzido por Ryan. Ele serviu como a terceira canção à ser lançada antes do lançamento completo do álbum, ao lado de "What Lovers Do" e "Whisky".
"Wait" foi lançado em 16 de janeiro de 2018 na contemporary hit radio dos Estados Unidos, como o segundo single do álbum.

## Faixas e formatos
| Download digital – Chromeo Remix |                        |         |  |
| N.º                              | Título                 | Duração |  |
| 1.                               | "Wait" (Chromeo Remix) | 4:19    |  |

| Download digital – A Boogie wit da Hoodie Remix |                                             |         |  |
| N.º                                             | Título                                      | Duração |  |
| 1.                                              | "Wait" (Remix) (ft. A Boogie wit da Hoodie) | 3:10    |  |

## Desempenho nas tabelas musicais
| Tabelas musicais (2017–18)                     | Melhor posição |
| ---------------------------------------------- | -------------- |
| Argentina Anglo (Monitor Latino)               | 11             |
| Austrália (ARIA)                               | 91             |
| Bélgica (Ultratip Bubbling Under da Valônia)   | 4              |
| Bélgica (Ultratip Bubbling Under de Flandres)  | 9              |
| Canadá (Canadian Hot 100)                      | 35             |
| Coreia do Sul International (Gaon)             | 16             |
| Croácia (HRT)                                  | 74             |
| Eslováquia (Singles Digitál Top 100)           | 49             |
| Estados Unidos (Billboard Adult Contemporary)  | 25             |
| Estados Unidos (Billboard Adult Top 40)        | 10             |
| Estados Unidos (Billboard Hot 100)             | 26             |
| Estados Unidos (Billboard Mainstream Top 40)   | 13             |
| Filipinas (Philippine Hot 100)                 | 75             |
| Hungria (Rádiós Top 40)                        | 15             |
| Irlanda (IRMA)                                 | 82             |
| Letônia (Latvijas Top 40)                      | 34             |
| Nova Zelândia Heatseekers (RMNZ)               | 7              |
| Polónia (Polish Airplay Top 100) Chromeo Remix | 14             |
| Portugal (AFP)                                 | 74             |
| Reino Unido (UK Singles Chart)                 | 79             |
| República Checa (Singles Digitál Top 100)      | 47             |
| Suécia (Sverigetopplistan)                     | 57             |

## Certificações
| País                  | Certificação | Vendas  |
| --------------------- | ------------ | ------- |
| Canadá (Music Canada) | Ouro         | 40.000  |
| Estados Unidos (RIAA) | Ouro         | 500.000 |

## Histórico de lançamento
| Região         | Data                  | Formato                | Gravadora      | Ref.   |
| -------------- | --------------------- | ---------------------- | -------------- | ------ |
| Vários         | 31 de outubro de 2017 | Download digital       | 222 Interscope | [ 29 ] |
| Estados Unidos | 16 de janeiro de 2018 | Contemporary hit radio | 222 Interscope | [ 1 ]  |